# 新木さくら
新木 さくら（あらき さくら、1996年11月14日 - ）は、日本の女性タレント、モデル。福岡県福津市出身。Uniiique所属。
女性アイドルグループ「LinQ」の元メンバー。

## 略歴

### LinQ時代（2012年 - 2022年夏）
2012年 - 女性アイドルグループ「LinQ」の第4期メンバーオーディションに合格。
2013年 - 8月、LinQの5期生としてデビュー。同11月、実妹・新木こころ も同グループでデビューする。
2014年 - LinQの冠番組が始まり、TVで初のレギュラー。8月、初のイメージビデオ『ばかんす♪』をリリース。
2015年 - 初の写真集『sakura days』を刊行。
2016年 - 1月、ミュージカル『神様はじめました THE MUSICAL♪2016』にて初舞台。3月、LinQ名義にて映画主演デビュー。9月、同映画にて『福岡国際映画祭2016』に参加。11月、LINE LIVEチャンネルを開設。
2017年 - 5月、「ドリームラグビー福岡」の応援大使に就任。6月、所属するLinQが自社の新構想「IQプロジェクト」設立にて一旦解体され、9月から再編成した新生LinQとして新たなスタートを切った。
2018年 - 1月、LinQの副リーダーに就任。5月、7年ぶりに開催した「ミスマガジン2018」のファイナリストに選出。同年7月17日、ミスマガジン上位入賞は果たせなかったが「SHOWROOM賞」を獲得し、8月20日発売の週刊ヤングマガジン38号で巻末グラビアを飾った。9月、故郷・福津市の宮地嶽神社にて、今年度の『秋季大祭』祭王を拝命。また、同市の親善大使に就任した。
2019年 - 1月、「ラグビーワールドカップ2019 日本大会」に向けた支援（公式PR）を開始。6月、地元福岡の競艇「ボートレース芦屋」のイメージガールに就任。
2020年 - 1月、LinQ名義で、タイの観光リージョナルアンバサダー（九州地区担当）に就任。秋季、故郷・福津市の伝統「光の道」企画に参加。
2021年 - 4月、LinQのリーダーが卒業し、自身がグループの最年長となる。
2022年 - 3月、同年8月をもってのLinQ卒業を表明。7月、初のソロシングルを配信リリース。新木さくらLinQ卒業ツアー『Dear you,』がスタートし、翌8月20日のツアー最終公演をもって卒業。以後も引き続きIQプロジェクトに留まり、ソロ活動に移行する。

### ソロ活動以降（2022年秋 - 現在）
2022年 - 9月、新設した芸能事業部「Uniiique」（ユニーク）に社内移籍。11月、トキヲイキルの5周年記念公演にて、個人では5年ぶりの舞台出演。
2023年 - 2月、公式ファンクラブを開設。7月、大型ライブイベント「六本木アイドルフェスティバル」のMCを担当。8月、ファッションイベント「FUKUOKA COLORZ SHOW 2023」にてランウェイ。 
2025年 - 3月、大型ライブイベント「IDORISE!! FESTIVAL 2025」のMCを担当。

## 人物
愛称は「さあちゃん」「さくちゃん」など。実妹は「LinQ」の同僚でもあった新木こころ。
趣味・特技は、音楽鑑賞・コスメ・自撮り・記憶力が良い。小学生の頃まで、ダンスとバトンを習っていた。普通自動車免許あり。
性格/キャラクターは、人懐っこい。色白で童顔。
敬愛する音楽アーティストは「MACO」。尊敬する同僚は髙木悠未と伊藤麻希。伊藤については、彼女が女子レスラーとして率いるチーム「伊藤リスペクト軍団」のメンバー会員(005) にもなっている。髙木とは「高新木」名義でTwitterに登場することが多い。

## LinQ関連
- 5期生

第4期メンバーオーディションにて、福原和泉・MYU・新木こころ(実妹)と共に合格し、5期生としてデビュー。グループが大きく改変して以降の2018年春の時点で同期はすべて卒業し、自身が唯一残っていた。
- フロントメンバー

加入直後から注目され、早々の段階からファンに支持されるようになる。それに伴いメディアの露出や映画の主演抜擢など、大きな機会を得る事が多くなっていった。 次第にグループの顔として認知されるようになり、後年は1期生・髙木悠未らと共にフロントを務めた。
2017年秋からセンターポジションを任されるようにもなり、翌2018年には副リーダーに就任し主導する立場に昇格。その後、副リーダーの職は後輩に託したものの、2021年にリーダー吉川千愛が卒業した時点で自身がグループの最年長であった。
2022年8月20日、まる9年の活動をもって卒業。出入りが激しかった初期の大所帯時代以降、少なからずの安定をもたらした中興の功労者として貢献した。
- 九州発のグループとして

「福岡を拠点に全国へ〜」がグループの一貫した原点であり、自身も「普段からメンバー間で、どうやったらファンに集まってもらえるか常に考えている」と明かしている。また、「いつかは地元・マリンメッセで公演できたら」と夢を語っている。

## 作品

### ディスコグラフィ
- 1stデジタルシングル「さくらとずっと」（2022年7月1日、IQP Records） - 楽曲提供: MACO

### 映像
- イメージビデオ
  - ばかんす♪（2014年8月29日、スパイスビジュアル） - DVD

- ムービー
  - 主演映画『みんな好いとうと♪』（2016年8月24日、TCエンタテインメント） - DVD/Blu-ray

### 写真集
- sakura days（2015年11月14日、東京ニュース通信社） - ISBN 978-4863365148
- デジタル写真集
  - last days（2022年8月15日、東京ニュース通信社）[46]

## 出演

### テレビ
レギュラー・冠番組
- LinQの顔と名前だけでも!（2014年10月 - 2016年10月、Pigoo）[47]
- 福岡県庁知らせた課（2015年4月 - 2020年3月、RKB毎日放送）
- LinQのお助けちゃんねる（2016年11月 - 2017年8月、Pigoo）
- LinQあい（2017年1月 - 12月、TVQ九州放送）
- IQとLinQする。（2017年9月 - 2019年4月、Pigoo）
- 新・IQとLinQする。（2019年8月 - 2022年8月、Pigoo）
- 特撮ドラマ「ドゲンジャーズ」シーズン2（2021年4月11日 - 6月27日、KBCテレビ / TOKYO MX）- グレイトチアーズ 役（不定期出演）

### 映画
- みんな好いとうと♪（2016年3月公開、パイプライン / クロックワークス） - 主演・さくら 役

### 舞台
- アルテメイト『神様はじめました THE MUSICAL♪2016』（2016年1月21日、アイア2.5シアタートーキョー） - 日替わりゲスト
- トキヲイキル旗揚げ公演『小さなカフェの片隅から』（2017年10月25日、福岡市 天神ベストホール） - 日替わりゲスト[48]
- 福岡ソフトバンクホークス×コンドルズ『FLY AGAIN』（2018年8月2日・3日、福岡市 博多座） - グループ（LinQ）出演
- トキヲイキル5周年記念公演『時ヲ生キル』 （2022年11月9日・13日、福岡市 レソラNTT夢天神ホール） - 日替わりゲスト

### WEB配信
- 新木さくらSHOWROOM
- 月刊ドルネク（2016年9月 - 2017年10月、U-NEXT） - メインMC[49][50][51]
- ヴィーナスシリーズ第18戦 西スポ杯争奪芦屋カップ（2020年12月7日・8日、YouTube LIVE）
- ペラ坊&ペラ美の晴れたらいいねっ！（2023年4月 - 2024年3月、ボートレース福岡） - 週替わりアシスタント

### ラジオ
- LinQ UP!!（2015年10月 - 2017年9月、KBCラジオ）
- GIRLS☆PUNCH「今夜もあなたにLinQリック!」（2017年9月 - 2022年8月、RKBラジオ） - レギュラー
- ピザクック presents 悠未とさくらのLinQuestion？! (2018年4月 - 2020年3月、FM FUKUOKA) - メインパーソナリティ
- music×serendipity内「カワイイ女子旅ココしっと～と？」（2020年12月 - 2024年9月、LOVE FM） - 金曜コーナー週替わりレギュラー

### ミュージックビデオ
- JayP feat. acane「モノクロ」（2023年12月）

### CM・広告・イメージモデル
2010年代
- 押しチャリ推進キャンペーンモデル（2014年2月 - 2015年1月、福岡市 We Love天神協議会）
- ピザクック CM&イメージキャラクター（2014年4月 - 2022年8月、イワタダイナース）
  - ピザクックヒーロー「銀河新星グレイトZ」グレイトチアーズ（2021年4月）
- 嘉麻市観光文化大使（2015年11月 - 2022年8月、嘉麻市観光まちづくり協会事務局）
- 国菊あまざけ TVCM（2016年11月OA、篠崎 (企業)）
- ドリームラグビー福岡 応援大使（2017年5月 - 8月、福岡県ラグビーフットボール協会）
- ふくのや『ごはんとまらんらん』（2018年5月、ふくや）
- ガリレオコーポレーション TVCM（2018年夏OA）
- 宮地嶽神社『秋季大祭』祭王（2018年9月21日 - 23日、福津市・宮地嶽神社 総本社）
- 福津市 親善大使（2018年9月25日 - 以降更新毎、福津市役所）
- LUX「アスレジャー」九州アンバサダー（2019年3月 - 、ユニリーバ・ジャパン）
- LinQ×一幸舎 PREMIUM RAMENBOX（2019年4月、博多一幸舎）
- 麺酒場 担々麺のはこ「新木さくらボトルリレー」（2019年 - 2024年5月、株式会社はこ）
- ボートレース芦屋 5代目イメージガールYUME（2019年6月 - 2022年4月、福岡県・芦屋町競艇事業局）
- KAGOME「野菜生活100あまおうミックス」アンバサダー（2019年12月、KAGOME）

2020年代
- タイ観光リージョナルアンバサダー（九州地区）（2020年1月 - 2022年8月、タイ国政府観光庁）
- ネッツトヨタ西日本「カワイイ女子旅ココしっと〜と？」WebCM & 広告（2020年5月 - 2024年9月、トヨタ自動車）
  - 「新型アクア」PR動画（2021年11月OA）
  - 「新型ノア・ヴォクシー」PR動画（2022年3月OA）
  - U-Carセンター PR動画（2022年7月OA）
  - 「新型シエンタ」PR動画（2022年9月OA）
  - 「新型プリウス」PR動画（2023年3月OA）
- 福岡空港大看板 福津市「光の道」（2020年秋、福津市役所）
- 博多マルイ「ポップンでにっしゅ&VEGETOMO」（2020年11月 - 12月、丸井グループ）
- SUNQパス アンバサダー（2021年3月 - 2022年3月、SUNQパス運営委員会）
- 中間市「未来のまちづくり」アンバサダー（2021年3月 - 2022年8月、中間市役所）[52]
- LinQ×新天町「新天町を盛り上げるっちゃんキャンペーン!」モデル（2021年8月4日 - 9月5日、新天町商店街公社 新天町商店街商業協同組合）[53]
- イオン九州「日清のどん兵衛×LinQ」キャンペーンモデル（2021年12月6日 - 2022年1月6日、日清食品）
- ANA/福津市「かがみの海」PR動画モデル（2021年12月OA、全日本空輸 / ANA X）
- LinQ×高尾 最新機種新プロジェクト（2022年、(株)高尾）[54]
- 大分麦焼酎『西の星』TVCM（2023年9月OA、三和酒類）
- KANGOL REWARD コラボ（2024年10月、株式会社UDG）
- acane ソロバージョン「モノクロ」カバーモデル（2025年1月29日、TuneCore Japan）

PR（単発）
- KBCラジオ・チャリティー・ミュージックソン（2013年ジョブ・ネット在籍以降 - ）
- 美祢のええもん発信隊（山口県・美祢市観光協会）
- ヤフオクドームリレーマラソン（2017年・2018年・2019年、福岡ドーム）
- 美祢警察署 一日警察署長（2017年12月4日、山口県警察）
- 嘉麻警察署 一日警察署長（2018年11月29日、福岡県警察）
- ラグビーワールドカップ2019 日本大会（2019年1月 - 、日本ラグビーフットボール協会）
- 福岡市 不法投棄街頭啓発キャンペーン（2019年6月、福岡市役所）
- LinQ×BOOK OFFコラボ 一日店長PR（2019年6月以降不定期、ブックオフコーポレーション）
- 宮地嶽神社「光の道 開運スイーツフェア祈願祭（2019年10月・2020年9月、福津市・宮地嶽神社 総本社）[55]
- 福岡県「新型コロナウイルス医療従事者応援金」（2020年6月、福岡県庁 保健医療介護総務課）
- ふくつの鯛茶づけフェア（2020年9月、ふくつ観光協会）[56]
- 映画『劇場版ポケットモンスター ココ』（2020年12月、東宝）[57]
- ファッションブランド「REDYAZEL」（2021年9月、バーンデストローズ ジャパンリミテッド）
- 九州深発見イベント『旅する、ゆくはし』PR（2022年4月9日、福岡大丸パサージュ広場）
- ジョブカフェSAGA（2022年6月、佐賀県 若者就職支援センター）[58]
- RKBカラフルフェス（天藤製薬ブース）
  - 2022「ボラギノール」PR（2022年10月15日・16日）
  - 2023「BORRA」PR（2023年10月15日）

### 書籍
- ソワニエ＋（2019年7月・8月号から、エフエム福岡） - 連載
- 季刊誌 ほくそう（2019年 - 2022年、北総鉄道） - 不定期掲載
- シティ情報ふくおか（アプライドグループ） 
  - （2020年4月号） - 冊子：表紙
  - （2022年6月号） - 冊子：行橋市
  - ほか

### イベント
（個人名義のみ）
- 新春キャナルフェス（2023年1月7日 - 9日、キャナルシティ博多） - MC
- こだま会(仮)（2023年1月28日、福岡 大名MKホール） - 同郷の幼馴染・兒玉遥とコラボ
- 祝！さくランドリー開設記念 トークイベント（2023年3月19日、福岡市内）
- 大庭彩歌 生誕LIVE in 福岡（2023年5月20日、福岡DRUM SON）
- night club さくら♪（2023年6月10日、福岡西中洲O-Bar）
- 六本木アイドルフェスティバル 2023（2023年7月29日・30日、六本木ヒルズアリーナ） - MC
- FUKUOKA COLORZ SHOW 2023（2023年8月7日、Zepp Fukuoka）
- ハートフルフェスタ福岡 2023（2023年9月24日、福岡 西鉄ホール）
- 第14回ふくおか町村フェア（2023年10月21日・22日、福岡天神中央公園） - 町村サポーターリーダー
- 初♡第1回 女性限定イベント（2023年12月16日、福岡市内）
- HAKATAグルメ大食覧会2024（2024年5月11日・12日、JR博多駅前広場 三和酒類ブース）
- いちごサマーフェスティバル（2024年7月6日、とちぎ山車会館前広場）
- O-barハロウィンイベント（2024年10月19日、福岡市春吉）
- IDORISE!! FESTIVAL 2025（2025年3月8日・9日、Shibuya O-Group） - MC